# Because Music
Because Music – niezależna wytwórnia płytowa pochodząca z Francji – założona w 2006 roku  przez Emmanuela De Buretel.

## Artyści
Źródło: Because
- Akli d.
- Alibi Montana
- Amadou & Mariam
- Asyl
- Bless
- Bouchazoreill'
- Charlotte Gainsbourg
- DJ Mehdi
- Don Cavalli
- Faithless
- Fredo Viola
- James Deano
- Jarvis Cocker
- Justice
- Keny Arkana
- Keziah Jones
- Klaxons
- La Phaze
- Les Rita Mitsouko
- Mac Tyer
- Médine
- Metronomy
- Manu Chao
- Nortec Collective
- Pascal Comelade
- Perle Lama
- Rimitti
- Sebastian
- Seb Martel
- Second Sex
- Sefyu
- Stromae
- Syd Matters
- Tandem
- The Blood Arm
- Twisted charm